# Modern Love (песня)
«Modern Love» — песня, написанная Дэвидом Боуи и ставшая первым треком в его альбоме Let’s Dance. Она была выпущена как третий сингл из пятнадцатого студийного альбома в 1983 году. Спродюсированная Боуи и Найлом Роджерсом из американской группы Chic, это рок-песня, содержащая элементы музыки новой волны. Она была записана на Power Station в Манхэттене и стала одним из первых треков, записанных для альбома. Она была исполнена Боуи во время тура Serious Moonlight Tour, где часто закрывала концерты. Музыкальное видео на эту песню, снятое режиссером Джимом Юкичем и показывающее исполнение песни во время тура, было выпущено в 1983 году и часто крутилось на MTV.

## О песне
Боуи утверждал, что песня вдохновлена Литл Ричардом и продолжает тему борьбы между богом и человеком, заявленную в альбоме. Некоторые журналисты отмечали её сходство с вышедшим одновременно хитом Элтона Джона «I’m Still Standing», хотя оба артиста признали, что они записали песню примерно в одно время, не зная о существовании другой, и что им это кажется совпадением.
К тому времени, когда «Modern Love» была выпущена как сингл, Боуи проводил тур Serious Moonlight. Песня часто исполнялась на бис во время этого тура, и Джим Юкич использовал для клипа отснятый видеоматериал с концерта в Филадельфии 20 июля 1983 года. Концертная версия, записанная в Монреале 13 июля, появилась на второй стороне сингла.
Сингл достиг 2-го места в Великобритании и 14-го в американском хит-параде Billboard Hot 100. Песня исполнялась на протяжении Serious Moonlight Tour, была включена в выступление Боуи на Live Aid, позже продолжала звучать в турах Glass Spider и Sound+Vision.

## Список композиций
7": EMI America / EA 158 (Великобритания)
1. «Modern Love [Edit]» (Боуи) — 3:56
2. «Modern Love [Live]» (Боуи) — 3:43

12": EMI America / 12EA 158 (Великобритания)
1. «Modern Love» (Боуи) — 4:46
2. «Modern Love [Live]» (Боуи) — 3:43

## Чарты
| Чарт (1983)                      | Макс. позиция |
| -------------------------------- | ------------- |
| Australian Singles Chart         | 6             |
| Canadian Singles Chart           | 2             |
| Dutch Singles Chart              | 10            |
| Irish Singles Chart              | 3             |
| German Singles Chart             | 27            |
| Swiss Singles Chart              | 17            |
| UK Singles Chart                 | 2             |
| Billboard Hot 100                | 14            |
| Billboard Mainstream Rock Tracks | 6             |